# U-21-Fußball-Europameisterschaft 2021/Gruppe C
| Pl. | Land       | Sp. | S | U | N | Tore    | Diff. | Punkte |
| --- | ---------- | --- | - | - | - | ------- | ----- | ------ |
| 1.  | Dänemark   | 3   | 3 | 0 | 0 | 006:000 | +6    | 09     |
| 2.  | Frankreich | 3   | 2 | 0 | 1 | 004:100 | +3    | 06     |
| 3.  | Russland   | 3   | 1 | 0 | 2 | 004:600 | −2    | 03     |
| 4.  | Island     | 3   | 0 | 0 | 3 | 001:800 | −7    | 0      |

Gruppe C der U-21-Fußball-Europameisterschaft 2021:

## Russland – Island 4:1 (3:0)
| Russland                                        | Russland | Island | Island |
| ----------------------------------------------- | --- | --- | ------ |
| Russland                                        | \| 1. Spieltag \| \| 25. März um 18:00 Uhr in Győr (Alcufer Stadion) \| \| Ergebnis: 4:1 (3:0) \| \| Zuschauer: keine \| \| Schiedsrichter: Halil Umut Meler ( Türkei) \| \| Spielbericht \| | \| 1. Spieltag \| \| 25. März um 18:00 Uhr in Győr (Alcufer Stadion) \| \| Ergebnis: 4:1 (3:0) \| \| Zuschauer: keine \| \| Schiedsrichter: Halil Umut Meler ( Türkei) \| \| Spielbericht \| | Island |
| Russland                                        | Alexander Maximenko – Pawel Maslow (61. Artjom Golubew), Igor Diwejew, Roman Jewgenjew, Nair Tiknisjan – Danil Glebow, Iwan Obljakow – Denis Makarow (72. Konstantin Tjukawin), Arsen Sacharjan (71. Nail Umjarow), Daniil Lessowoi (77. Alexander Lomowizki) – Fjodor Tschalow (61. Wjatscheslaw Gruljow) Cheftrainer: Michail Galaktionow | Patrik Gunnarsson – Kolbeinn Thórdarson, Róbert Orri Þorkelsson, Ari Leifsson, Hörður Ingi Gunnarsson – Stefán Teitur Þórðarson, Alex Þór Hauksson, Willum Þór Willumsson (85. Kolbeinn Finnsson) – Ísak Jóhannesson (65. Mikael Anderson), Sveinn Guðjohnsen (76. Brynjólfur Andersen Willumsson), Jón Dagur Þorsteinsson (85. Valdimar Þór Ingimundarson) Cheftrainer: Davíd Snorri Jónasson | Island |
| Russland                                        | 1:0 Tschalow (31., Foulelfmeter) 2:0 Tiknisjan (42.) 3:0 Sacharjan (45.+2') 4:0 Makarow (52.) | 4:1 Guðjohnsen (59.) | Island |
| Russland                                        | Maslow (28.), Obljakow (35.), Golubew (71.), Umjarow (90.+1') | | Island |
| Russland                                        | Spieler des Spiels: Nair Tiknisjan | | Island |
| 1. Spieltag                                     | | |        |
| 25. März um 18:00 Uhr in Győr (Alcufer Stadion) | | |        |
| Ergebnis: 4:1 (3:0)                             | | |        |
| Zuschauer: keine                                | | |        |
| Schiedsrichter: Halil Umut Meler ( Türkei)      | | |        |
| Spielbericht                                    | | |        |

## Frankreich – Dänemark 0:1 (0:0)
| Frankreich                                                    | Frankreich | Dänemark | Dänemark |
| ------------------------------------------------------------- | --- | --- | -------- |
| Frankreich                                                    | \| 1. Spieltag \| \| 25. März um 21:00 Uhr in Szombathely (Haladás Sportkomplexum) \| \| Ergebnis: 0:1 (0:0) \| \| Zuschauer: keine \| \| Schiedsrichter: Irfan Peljto ( Bosnien und Herzegowina) \| \| Spielbericht \| | \| 1. Spieltag \| \| 25. März um 21:00 Uhr in Szombathely (Haladás Sportkomplexum) \| \| Ergebnis: 0:1 (0:0) \| \| Zuschauer: keine \| \| Schiedsrichter: Irfan Peljto ( Bosnien und Herzegowina) \| \| Spielbericht \| | Dänemark |
| Frankreich                                                    | Alban Lafont – Wesley Fofana, Jules Koundé, Benoît Badiashile, Adrien Truffert – Boubacar Kamara (62. Aurélien Tchouaméni), Mattéo Guendouzi (62. Jonathan Ikoné) – Romain Faivre (77. Armand Lauriente), Eduardo Camavinga (77. Boubakary Soumaré), Amine Gouiri – Odsonne Édouard (62. Randal Kolo Muani) Cheftrainer: Sylvain Ripoll | Oliver Christensen – Rasmus Carstensen (70. Mads Roerslev), Victor Nelsson , Mads Bech Sørensen, Andreas Poulsen – Magnus Kofod Andersen (83. Morten Hjulmand), Nikolas Nartey – Gustav Isaksen (46. Anders Dreyer), Jesper Lindstrøm (70. Carlo Holse), Jacob Bruun Larsen – Wahidullah Faghir (60. Nikolai Baden Frederiksen) Cheftrainer: Albert Capellas | Dänemark |
| Frankreich                                                    | 0:1 Dreyer (75.) | | Dänemark |
| Frankreich                                                    | Gouiri (41.), Camavinga (57.) | Lindstrøm (49.), Carstensen (54.) | Dänemark |
| Frankreich                                                    | Spieler des Spiels: Jacob Bruun Larsen | | Dänemark |
| 1. Spieltag                                                   | | |          |
| 25. März um 21:00 Uhr in Szombathely (Haladás Sportkomplexum) | | |          |
| Ergebnis: 0:1 (0:0)                                           | | |          |
| Zuschauer: keine                                              | | |          |
| Schiedsrichter: Irfan Peljto ( Bosnien und Herzegowina)       | | |          |
| Spielbericht                                                  | | |          |

## Island – Dänemark 0:2
| Island                                          | Island | Dänemark | Dänemark |
| ----------------------------------------------- | --- | --- | -------- |
| Island                                          | \| 2. Spieltag \| \| 28. März um 15:00 Uhr in Győr (Alcufer Stadion) \| \| Ergebnis: 0:2 (0:2) \| \| Zuschauer: keine \| \| Schiedsrichter: Halil Umut Meler ( Türkei) \| \| Spielbericht \| | \| 2. Spieltag \| \| 28. März um 15:00 Uhr in Győr (Alcufer Stadion) \| \| Ergebnis: 0:2 (0:2) \| \| Zuschauer: keine \| \| Schiedsrichter: Halil Umut Meler ( Türkei) \| \| Spielbericht \| | Dänemark |
| Island                                          | Patrik Gunnarsson – Hörður Ingi Gunnarsson, Ari Leifsson, Ísak Ólafsson (77. Finnur Tómas Pálmason), Kolbeinn Finnsson – Stefán Teitur Þórðarson (85. Valdimar Þór Ingimundarson), Alex Þór Hauksson (68. Andri Baldursson), Willum Þór Willumsson (68. Ísak Jóhannesson) – Mikael Anderson, Sveinn Guðjohnsen (85. Brynjólfur Darri Willumsson), Jón Dagur Þorsteinsson Cheftrainer: Davíd Snorri Jónasson | Oliver Christensen – Mads Roerslev, Victor Nelsson , Mads Bech Sørensen, Carlo Holse – Nikolai Laursen, Morten Hjulmand, Magnus Kofod Andersen (75. Victor Jensen) – Gustav Isaksen (60. Anders Dreyer), Nikolai Baden Frederiksen (46. Wahidullah Faghir, 81. Jesper Lindstrøm), Mohamed Daramy (60. Jacob Bruun Larsen) Cheftrainer: Albert Capellas | Dänemark |
| Island                                          | 0:1 Isaksen (5.) 0:2 Bech Sørensen (18.) | | Dänemark |
| Island                                          | J. D. Þorsteinsson (26.), H. I. Gunnarsson (54.), Anderson (56.), S. A. Guðjohnsen (78.) | Nelsson (26.), Kofod Andersen (58.), Bech Sørensen (63.), Hjulmand (73.) | Dänemark |
| Island                                          | Spieler des Spiels: Morten Hjulmand | | Dänemark |
| 2. Spieltag                                     | | |          |
| 28. März um 15:00 Uhr in Győr (Alcufer Stadion) | | |          |
| Ergebnis: 0:2 (0:2)                             | | |          |
| Zuschauer: keine                                | | |          |
| Schiedsrichter: Halil Umut Meler ( Türkei)      | | |          |
| Spielbericht                                    | | |          |

## Russland – Frankreich 0:2 (0:2)
| Russland                                                      | Russland | Frankreich | Frankreich |
| ------------------------------------------------------------- | --- | --- | ---------- |
| Russland                                                      | \| 2. Spieltag \| \| 28. März um 21:00 Uhr in Szombathely (Haladás Sportkomplexum) \| \| Ergebnis: 0:2 (0:2) \| \| Zuschauer: keine \| \| Schiedsrichter: Guillermo Cuadra Fernández ( Spanien) \| \| Spielbericht \| | \| 2. Spieltag \| \| 28. März um 21:00 Uhr in Szombathely (Haladás Sportkomplexum) \| \| Ergebnis: 0:2 (0:2) \| \| Zuschauer: keine \| \| Schiedsrichter: Guillermo Cuadra Fernández ( Spanien) \| \| Spielbericht \| | Frankreich |
| Russland                                                      | Alexander Maximenko – Pawel Maslow, Igor Diwejew, Roman Jewgenjew, Nair Tiknisjan – Danil Glebow (76. Daniil Kulikow), Iwan Obljakow (62. Nail Umjarow) – Denis Makarow (76. Konstantin Tjukawin), Arsen Sacharjan (46. Wjatscheslaw Gruljow), Daniil Lessowoi (46. Alexander Lomowizki) – Fjodor Tschalow Cheftrainer: Michail Galaktionow | Alban Lafont – Colin Dagba, Jules Koundé , Ibrahima Konaté, Adrien Truffert (76. Faitout Maouassa) – Aurélien Tchouaméni, Boubakary Soumaré (83. Mattéo Guendouzi) – Romain Faivre (70. Alexis Claude-Maurice), Jonathan Ikoné, Amine Gouiri (70. Eduardo Camavinga) – Odsonne Édouard (76. Randal Kolo Muani) Cheftrainer: Sylvain Ripoll | Frankreich |
| Russland                                                      | 0:1 Édouard (15., Foulelfmeter) 0:2 Ikoné (24., Handelfmeter) | | Frankreich |
| Russland                                                      | Maslow (23.) | Kolo Muani (90.+1') | Frankreich |
| Russland                                                      | Spieler des Spiels: Jonathan Ikoné | | Frankreich |
| 2. Spieltag                                                   | | |            |
| 28. März um 21:00 Uhr in Szombathely (Haladás Sportkomplexum) | | |            |
| Ergebnis: 0:2 (0:2)                                           | | |            |
| Zuschauer: keine                                              | | |            |
| Schiedsrichter: Guillermo Cuadra Fernández ( Spanien)         | | |            |
| Spielbericht                                                  | | |            |

## Dänemark – Russland 3:0 (2:0)
| Dänemark                                                      | Dänemark | Russland | Russland |
| ------------------------------------------------------------- | --- | --- | -------- |
| Dänemark                                                      | \| 3. Spieltag \| \| 31. März um 18:00 Uhr in Szombathely (Haladás Sportkomplexum) \| \| Ergebnis: 3:0 (2:0) \| \| Zuschauer: keine \| \| Schiedsrichter: Maurizio Mariani ( Italien) \| \| Spielbericht \| | \| 3. Spieltag \| \| 31. März um 18:00 Uhr in Szombathely (Haladás Sportkomplexum) \| \| Ergebnis: 3:0 (2:0) \| \| Zuschauer: keine \| \| Schiedsrichter: Maurizio Mariani ( Italien) \| \| Spielbericht \| | Russland |
| Dänemark                                                      | Oliver Christensen – Rasmus Carstensen, Victor Nelsson (61. Sebastian Hausner), Mads Bech Sørensen (78. Frederik Alves), Andreas Poulsen – Nikolas Nartey – Gustav Isaksen (46. Mohamed Daramy), Magnus Kofod Andersen (61. Morten Hjulmand), Jesper Lindstrøm (57. Carlo Holse), Jacob Bruun Larsen – Anders Dreyer Cheftrainer: Albert Capellas | Alexander Maximenko – Artjom Golubew, Igor Diwejew, Roman Jewgenjew, Nair Tiknisjan – Danil Glebow (82. Daniil Kulikow), Iwan Obljakow (46. Nail Umjarow) – Denis Makarow, Arsen Sacharjan (64. Daniil Lessowoi), Wjatscheslaw Gruljow (74. Alexander Lomowizki) – Fjodor Tschalow (46. Konstantin Tjukawin) Cheftrainer: Michail Galaktionow | Russland |
| Dänemark                                                      | 1:0 Bruun Larsen (10.) 2:0 Dreyer (11.) 3:0 Holse (90.) | | Russland |
| Dänemark                                                      | Jewgenjew (63.), Diwejew (70.), Makarow (81.) | | Russland |
| Dänemark                                                      | Spieler des Spiels: Anders Dreyer | | Russland |
| 3. Spieltag                                                   | | |          |
| 31. März um 18:00 Uhr in Szombathely (Haladás Sportkomplexum) | | |          |
| Ergebnis: 3:0 (2:0)                                           | | |          |
| Zuschauer: keine                                              | | |          |
| Schiedsrichter: Maurizio Mariani ( Italien)                   | | |          |
| Spielbericht                                                  | | |          |

## Island – Frankreich 0:2 (0:2)
| Island                                          | Island | Frankreich | Frankreich |
| ----------------------------------------------- | --- | --- | ---------- |
| Island                                          | \| 3. Spieltag \| \| 31. März um 18:00 Uhr in Győr (Alcufer Stadion) \| \| Ergebnis: 0:2 (0:2) \| \| Zuschauer: keine \| \| Schiedsrichter: Lawrence Visser ( Belgien) \| \| Spielbericht \| | \| 3. Spieltag \| \| 31. März um 18:00 Uhr in Győr (Alcufer Stadion) \| \| Ergebnis: 0:2 (0:2) \| \| Zuschauer: keine \| \| Schiedsrichter: Lawrence Visser ( Belgien) \| \| Spielbericht \| | Frankreich |
| Island                                          | Elías Rafn Ólafsson – Valgeir Lunddal Fridriksson, Ari Leifsson (86. Alex Þór Hauksson), Finnur Tómas Pálmason, Róbert Orri Þorkelsson, Kolbeinn Finnsson (86. Hörður Ingi Gunnarsson) – Kolbeinn Þórðarson (73. Þórir Jóhann Helgason), Andri Baldursson, Mikael Anderson – Brynjólfur Darri Willumsson (86. Stefán Teitur Þórðarson), Valdimar Þór Ingimundarson (73. Bjarki Steinn Bjarkason) Cheftrainer: Davíd Snorri Jónasson | Alban Lafont – Colin Dagba, Jules Koundé, Benoît Badiashile, Faitout Maouassa – Alexis Claude-Maurice (73. Eduardo Camavinga), Aurélien Tchouaméni (19. Boubakary Soumaré), Mattéo Guendouzi – Jonathan Ikoné (61. Armand Laurienté), Odsonne Édouard (61. Randal Kolo Muani), Amine Gouiri (61. Romain Faivre) Cheftrainer: Sylvain Ripoll | Frankreich |
| Island                                          | 0:1 Guendouzi (17.) 0:2 Édouard (38.) | | Frankreich |
| Island                                          | Finnsson (12.) | Claude-Maurice (64.) | Frankreich |
| Island                                          | Spieler des Spiels: Mattéo Guendouzi | | Frankreich |
| 3. Spieltag                                     | | |            |
| 31. März um 18:00 Uhr in Győr (Alcufer Stadion) | | |            |
| Ergebnis: 0:2 (0:2)                             | | |            |
| Zuschauer: keine                                | | |            |
| Schiedsrichter: Lawrence Visser ( Belgien)      | | |            |
| Spielbericht                                    | | |            |